# Shrek 2 (jeu vidéo)
Pour les articles homonymes, voir Shrek.
 (février 2016).
Si vous disposez d'ouvrages ou d'articles de référence ou si vous connaissez des sites web de qualité traitant du thème abordé ici, merci de compléter l'article en donnant les références utiles à sa vérifiabilité et en les liant à la section « Notes et références ».
Shrek 2 est un jeu vidéo d'action édité par Activision, et sorti sur GameCube, Playstation 2, Xbox et PC. Le jeu est basé sur le film d'animation éponyme : Shrek 2.

## Scénario
Le Roi et la Reine du pays lointain lointain apprennent que leur fille, la princesse Fiona, est libéré de sa malédiction et a trouvé le grand amour. Ils ignorent cependant que ce "grand amour" n'est autre que l'ogre Shrek, et que Fiona vit heureuse avec lui dans un marais sous la forme d'une ogresse.
Le Roi et la Reine décident de rencontrer leur gendre en l'invitant dans leurs château. Shrek n'est pas très enthousiaste à l'idée de rencontré ses beaux-parents. La princesse Fiona et l’Âne, réussissent à convaincre Shrek d'accepter, et la joyeuse bande se préparent donc à partir pour la contrée du pays Lointain Lointain.

## Personnages
Les différents niveaux du jeu permettent de jouer 4 personnages à chaque fois parmi :
- Shrek : Héros du jeu, c'est un personnage fort qui peut soulever certaines charges, impossible à soulever pour les autres. Pour combattre les ennemis, il utilise ses poings et des prises de catch.
- Princesse Fiona : La princesse reste durant tous le jeu sous la forme d'une ogresse. Sa capacité spéciale est de pouvoir ralentir le temps (grâce à des sabliers disposés un peu partout dans le jeu). Elle combat en appliquant diverses prises de karaté.
- L’Âne : L’Âne est un personnage bavard mais fidèle. Ses attaques sont constituées de ruades. Son attaque spéciale est le Pied de mule.
- Le Bonhomme de Pain d'Épices : À l'aide de sa canne à sucre, il peut actionner des leviers et terrasser des ennemis. Sa spécialité est le lancer de cookie qui permet d’appâter divers ennemis.
- Le Chaperon Rouge : Elle combat à l'aide de coups de pied, de coups de poing et de lancer de pommes. Sa spécialité est une pomme pourrie explosive.
- Le Chat Botté : Son type de combat est le combat à l'épée. Il a aussi un excellent équilibre, ce qui lui permet de marcher sur des cordes ou des chaînes.
- Le Grand Méchant Loup : C'est un loup habillé en grand-mère. Il donne des coups de griffes, mords, et à un souffle très puissant.
- La Fée : La Fée utilise sa magie pour affronter ses ennemis.
- Shrek et l'Âne (version cavalier et destrier) : Shrek, devient, à un moment dans le jeu un prince charmant et l'Âne un cheval destrier blanc. Ils forment un seul personnage. Le cavalier est sur son cheval. Le cavalier a pour arme une épée.

## Niveaux
Les niveaux sont appelés "chapitre" et sont aux nombres de 11. À chaque fin de chapitre ou presque, l'un des personnages sera nommée "Héros du jour" et le joueur devra réussir un mini-jeu avec le personnage en question.
- Chapitre 1 : Marais de Shrek

Ce chapitre se déroule dans le marais de Shrek, et le joueur doit se rendre à la maison de Mère Grand (la grand-mère du Chaperon rouge) en exécutant diverses missions. À la fin de ce chapitre, le héros du jour est Fiona : le joueur doit effectuer correctement une série de QTE afin de faire exploser tous les merles. Les personnages jouables lors de ce niveau sont : Shrek, Fiona, l’Âne et le Bonhomme de Pain d'Épices.
- Chapitre 2 : Forêffrayante

Ce chapitre se déroule de nuit dans une forêt qui abrite une méchante sorcière. Le héros du jour est ici l’Âne qui doit sauver Fiona qui se trouve dans le carrosse dévalant une pente. Ici, il faut éviter les obstacles en contrôlant le dragon (surmonter par l’Âne). Les personnages jouables sont : Shrek, Fiona, l’Âne et le Chaperon Rouge.
- Chapitre 3 : Lointain Lointain

Ce niveau se passe dans la ville de Fort Fort Lointain, et le joueur doit effectuer une série de mini-jeux pour passer au niveau suivant. L'un de ces mini-jeux consiste à remettre des prisonniers dans le fourgon. Shrek sera le "héros du jour" lors de ce mini-jeu. Les personnages jouables sont : Shrek, Fiona, l’Âne et le Chaperon Rouge.
- Chapitre 4 : Tueur d'Ogre

Dans ce niveau, les personnages affrontent à tour de rôle le Chat Botté. Il s'agit de trois série de QTE à effectuées de plus en plus rapidement. Les personnages jouables sont : Shrek, l’Âne, le Bonhomme de Pain d'Épices et le Chaperon Rouge.
- Chapitre 5 : Chemin Faisant

Ici, il s'agit d'un chemin de campagne que nos héros doivent traverser pour rejoindre la ferme de Jack et Jill. Le héros du jour est le Chat Botté qui doit remonter une cascade en évitant les piranhas. Les personnages jouables sont : Shrek, l’Âne, le Bonhomme de Pain d'Épices et le Chat Botté.
- Chapitre 6 : Ferme de Jack et Jill

Tout comme dans le chapitre 3, ce niveau se décompose en une série de mini-jeux qui se déroule dans un décor de ferme. Un des minis-jeux consiste à récupérer un seau au sommet d'une colline pour puiser de l'eau. Le Bonhomme de Pain d'Épice sera le "Héros du Jour" de ce mini-jeu. Les personnages jouables sont : Shrek, l’Âne, le Bonhomme de Pain d'Épices et le Chat Botté.
- Chapitre 7 : Marraine

Ce chapitre se déroule dans la maison de la Marraine la bonne Fée. Le héros du jour de ce niveau est le Chaperon Rouge. Les personnages jouables sont : Shrek, l’Âne, le Chat Botté et le Chaperon Rouge.
- Chapitre 8 : Prison

Les amis de Shrek et de l’Âne pénètrent la prison dans le but de les libérer. Dans ce niveau, il faut être habile pour éviter les faisceaux de lumière qui alertent les gardes. Le héros du jour est le Grand Méchant Loup qui doit monter un escalier de pierre pour récupérer la clé de la cellule de Shrek et de l’Âne. Les personnages jouables sont : le Bonhomme de Pain d'Épices, le Chaperon Rouge, le Grand Méchant Loup et la Fée.
- Chapitre 9 : Les Mines

Ce niveau se déroule dans des mines. Le héros du jour est Shrek sous forme de cavalier chevauchant l’Âne (car dans ce niveau tous deux forment un seul personnage). Les personnages jouables sont : Shrek et l’Âne (version cavalier et destrier), le Bonhomme de Pain d'Épices, le Chat Botté et le Grand Méchant Loup.
- Chapitre 10 : Cookie King-Size

Ce chapitre se passe de nouveau dans la ville de Fort Fort Lointain, mais celle-ci est à feu et à sang. Les personnages jouables sont : Shrek et l’Âne (version cavalier et destrier), le Bonhomme de Pain d'Épices, le Chat Botté et le Grand Méchant Loup.
- Chapitre 11 : Duel Ultime

Dans ce dernier niveau, le joueur affronte tous les monstres du jeu ainsi que le Prince Charmant et Marraine la Bonne Fée. Les personnages jouables sont : Shrek, Fiona, l’Âne et le Chat Botté.

## Système de jeu
Le jeu adopte un gameplay classique, mêlant combats, sauts, actions spéciales des personnages. Le joueur a la possibilité d'incarner jusqu'à 4 personnages dans chaque niveau.
Dans trois des douze niveaux, le joueur à la possibilité d'acheter des bonus (récupération plus rapide de la santé, plus de résistance aux coups des ennemis, coups plus puissants, valeur des pièces doublée…) à "Larry le Farfadingue", un lutin.

## Différences avec le film
Bien qu'il soit basé sur le film, le jeu comporte de nombreuses différences, on peut ainsi noter le niveau de la forêt ou encore la ferme de Jack et Jill, des endroits qui n'apparaissent pas dans le film.

## Distribution

### Voix originales
- Michael Gough : Shrek, le roi Harold, le chevalier, la paysanne
- Mark Moseley : L'Âne, Barman
- Holly Fields : Princesse Fiona, Citoyenne
- André Sogliuzzo : Le Chat potté, Troll, Treant, Papa ours, Monsieur Hotte
- James Arnold Taylor : Tibiscuit, le Prince charmant, le loup, le nain, le lutin
- Aron Warner : le loup
- Christopher Knights : les trois souris
- Mel Fair : le miroir magique
- Claudia Christian : Marainne, la paysanne
- Vanessa Marshall : la sorciere, Cendrillon, Grand-Mère
- Cody Cameron : les trois petits cochons
- Jude Hillary : Furgus
- Tara Strong : Lil Red, la fée

### Voix françaises
- Jean-Christophe Clément : Shrek
- Med Hondo : L'Âne
- Barbara Tissier : la princesse Fiona
- David Krüger : Le Chat potté
- Emmanuel Garijo : Tibiscuit
- Edgar Givry : le narrateur et le miroir magique
- Michel Prud'homme : le roi Harold
- Marc Bretonnière : Papa ours
- Laurent Morteau : voix additionnelles

## Accueil
- Jeuxvideo.com : 12/20 (PS2/XB/GC)[2] - 7/20 (PC)[3] - 14/20 (GBA)[4]
- Gamekult : 5/10 (PS2)[5]
- JeuxActu : 11/20 (PS2)[6]